# White: The Melody of the Curse
White: The Melody of the curse (hay được gọi là White: Giai điệu của lời nguyền) là một bộ phim kinh dị Hàn Quốc vào năm 2011 bởi Kim Gok và Kim Sun.

## Nội dung
Mở đầu phim là một nhóm nhạc nữ được gọi là "Pink Dolls" chuẩn bị trình diễn trên một sân khấu của chương trình âm nhạc. Màn trình diễn của họ thất bại và khiến họ mất điểm trước nhóm nhạc nổi tiếng "Pure". Họ chuyển tới một studio khác với hy vọng rằng nhóm sẽ luyện tập và thu âm một hit mới, khiến nhóm trở nên nổi tiếng. Tuy nhiên, có những áp lực và sự cạnh tranh giữa bốn thành viên của "Pink Dolls", Je-ni - người không biết hát tới những nốt cao; A-rang - người bị nghiện việc phẫu thuật thẩm mỹ; Shin-ji - người không biết hát, nhưng là một dancer tuyệt vời và Eun-ju - người lớn tuổi nhất, và là một cựu dancer, cô cũng chấp nhận việc cô lớn tuổi nhất, khiến cô bị ba thành viên còn lại bắt nạt.
Eun-ju phát hiện ra một cuốn băng ở trong studio với tựa đề ''Màu Trắng Chết Chóc", một M/V cũ được phát hành vào 15 năm trước đã bị lãng quên, khiến quản lý của cô nghĩ rằng bài hát này sẽ trở thành hit và điều chỉnh phần nhạc giúp nhóm thành công. Vì bài hát này không rõ tác giả nên vấn đề bản quyền của nó được cho sang một bên và quản lý của họ đồng ý với việc trình diễn bài hát này. Nhóm trình diễn "White" trên sân khấu, tạo nên một đêm đáng nhớ cùng với sự nổi tiếng, nhưng các cô gái dần ghét lẫn nhau và làm mọi việc để có được vị trí hát chính khi quảng bá (người sẽ hát một mình với tóc giả trắng và trang phục)
Nạn nhân đầu tiên của lời nguyền là Je-ni, sau khi thu âm cho vị trí hát chính nhưng không hát được các nốt cao, sau đó bí ẩn bị treo cổ trong buồng thu âm khi bị quá liều thuốc. Tiếp theo là A-rang trở thành vị trí hát chính, nhưng bắt đầu bị dị ứng với đồ trang điểm. khiến mắt cô sưng lên và tấy. Cô cho rằng chính Shin-ji là người đã bỏ độc vào mỹ phẩm của cô để có được vị trí hát chính, và đăng tải bức ảnh xấu của Shin-ji trên internet, ảnh hưởng đến sự phổ biến của cô ta. A-rang cho rằng mình có thể đảm bảo vị trí "chính". Sau khi có được trải nghiệm đáng sợ ở phòng trang điểm, A-rang chuẩn bị cho M/V "White" với một cái camera được gắn vào hông. Trong khi đó, Shin-ji tranh luận với quản lý và nổi giận, từ chối việc hát vì cô đã không được vị trí "chính" hai lần. Khi bắt đầu ghi âm, A-rang cảm thấy có thứ gì đó cào vào mắt mình, khiến cô bị ngã khỏi sân khấu. Cô được đến bệnh viện nơi Je-ni cũng được chữa trị và bác sĩ nói rằng do phản ứng tiêu cực của việc phẫu thuật thẩm mỹ làm khuôn mặt cô thay đổi, dẫn đến việc không thể trình diễn.
Eun-ju cho rằng có một cái gì đó liên quan đến những xui xẻo của những người hát chính và "White", nên cô đã nhờ Soon-ye tìm kiếm bất cứ thứ gì về tác giả của bài hát và studio trước khi cô có được vị trí "chính. Shin-ji trở nên kiêu ngạo hơn, và luyện tập phần nhảy của mình liên tục, một phần do sự tức giận khi được không hoạt động cùng "Pure" sau tám năm làm việc chăm chỉ nhưng lại bị thay thế bởi một nhóm người mới từ studio.
Soon-ye nói với Eun-ju rằng ca sĩ của bài hát này là một tài năng siêu cạnh tranh - Jang Ye-bin, người đã bị thiêu chết trong studio 15 năm trước, và được cho là nguyên nhân tự tử của một back-up dancer. M/V đã không được phát hành vì có gì đó không ổn khi đang ghi hình và ra kế hoạch cho buổi ghi hình lại lần nữa, nhưng không được hoàn thành do vụ cháy. Họ xem cuốn băng và thấy rằng khuôn mặt của nữ ca sĩ bị sẹo ở hai bên má, họ cho ra kết luận rằng: Jang Ye-bin đã viết bài hát "White", nhưng bởi sự ghen tị của những thành viên khác, họ làm hỏng khuôn mặt cổ để cô ta không được vị trí "chính". Cùng lúc đó, Shin-ji đang luyện tập và chạm phải con ma. Vẫn còn hoảng sợ, cô tham gia một chương trình truyền hình thực tế, khi cô phải thoát ra khỏi một tòa nhà tối và vượt qua chướng ngại vật để thoát ra. Shin-ji nhìn thấy con ma lần nữa và thoát ra ngoài nhưng bị bao vây bởi những fan cuồng làm chặn lối ra của cô. Khi cô cố gắng để thoát ra, tóc cổ bị mắc vào chiếc camera được đưa lên cao khiến cô treo lơ lửng trước đám đông cho đến khi máy không chịu nổi sức nặng khiến Shin-ji rơi xuống. Điều đó khiến Eun-ju bất đắc dĩ trở thành vị trí "chính" cho đến khi cô tìm được cách phá giải lời nguyền bài hát.
Eun-ju nói chuyện với nhà tài trợ, rồi trở về studio nơi cô cảm thấy nóng do cô gái chết trong phòng. Cô ấy đạp vỡ sợi dây điện được đặt dưới một chỗ giấu dưới sàn nhà, tìm thấy phần còn lại của lá thư tuyệt mệnh. Cô cho rằng chính Jang Ye-bin đã tự thiêu cháy mình, và làm một lễ trước mộ của Ye-bin, đồng thời đặt ảnh của mình trên đó, tin rằng lời nguyền đã được phá bỏ và tiếp tục sự nghiệp của mình. Nhưng sau khi họ rời mộ Ye-bin, phần kính trên ảnh Ye-bin bỗng dưng nứt, che khuất khuôn mặt cổ.
Sau khi tin rằng lời nguyền đã được phá, cô tiếp tục sự nghiệp solo của mình với "White". Cô "lột xác" hoàn toàn, nhuộm trắng tóc mình, đặt nghệ danh là "White", phủ nhận việc từng là một nhảy nền, và tự cho rằng mình là người đã viết bài hát. Khi những thành viên còn lại tỉnh dậy và thấy sự nổi tiếng của Eun-ju trên truyền hình, cũng như việc sẽ đánh bại "Pure" cho ca khúc số 1. Họ không tin về lời nguyền, cho rằng Eun-ju đã đầu độc họ, đồng thời nói chuyện với nhà tài trợ để có được vị trí "chính". Soon-ye cảm thấy thất vọng vì sự ích kỷ của Eun-ju và xóa hết tất cả những tệp của "White" cho đến khi cô nghe thấy một cái gì đó ở phiên bản ban đầu. Khi cô trở lại phòng thu, cô mới phát hiện ra rằng Ye-bin không phải là người hát bài hát này.
"White" được viết bởi một nhảy nền bị bắt nạt, và khuôn mặt cô có những vết sẹo trên M/V do Jang Ye-bin và những thành viên khác đã đổ acid vào mặt cổ vì việc "dẫn trước". Cô ta tự tử bằng cách uống hóa chất, và giờ trở về để ám và giết bất kì ai hát bài hát này, bắt đầu bằng việc trả thù Jang Ye-bin, bằng cách thiêu cháy cô ta - lúc đầu chỉ là một ngọn lửa nhỏ của Ye-bin cho việc thiêu đốt thư tuyệt mệnh, nhưng do con ma, khiến ngọn lửa to dần và thiêu cháy cổ. Cùng lúc đó, Soon-ye cũng nhận ra rằng Jang Ye-bin không phải tác giả của bài hát, nhưng là nạn nhân đầu tiên của lời nguyền.
Soon-ye gọi cho Eun-ju để cảnh báo về lời nguyền nhưng không được. Je-ni, A-rang và Shin-ji (chỉ được làm người dẫn chương trình cho bài hát) cũng cảm nhận được cái nóng như trước đây trước khi tai nạn xảy ra, sau đó tự tử bằng việc uống hóa chất (sau khi bị ám ảnh bởi con ma), và Eun-ju (sau khi đánh bại được "Pure") bị con ma tấn công khi đang trình diễn "White" trên sân khấu, sau đó sân khấu mất điện và đèn bắt đầu nổ, khiến cho mọi người hoảng loạn. Nhà tài trợ của cô chết khi anh bị chiếc đèn sân khấu rơi xuống đầu khi đang cố thoát ra và quản lý của cô bị thiêu chết do lửa tren sân khấu khi đang giúp Eun-ju thoát ra. Soon-ye đến nơi và cố để đến được sân khấu qua đám đông, nhưng Eun-ju khi nhảy xuống sân khấu, bị vấp ngã, khiên cô bị chà đạp đến chết. Phim kết thúc khi Soon-ye ở quán karaoke, tiêu hủy album của Eun-ju, thư tuyệt mệnh và cuốn băng bằng cách vứt xuống thùng rác và đốt nó. Cô tin rằng lời nguyền đã thực sự bị phá hủy, cho đến khi phát hiện ra chiếc máy karaoke với bài hát được chọn "White", muốn nói rằng lời nguyền chưa được phá bỏ và Soon-ye cũng sẽ chết.

## Diễn viên
- Ham Eun-jung vai Eun-ju
- May Doni Kim vai Shin-ji
- Choi Ah-ra vai Ah-rang
- Jin Se-yeon vai Je-ni
- Hwang Woo-seul-hye vai Soon-ye
- After School vai Pure
- Nguyễn Việt Anh (Yumori) vai Jang Ye-bin
- Lee Junho vai người dẫn chương trình của Music Fever

## Nhạc phim
Dàn nhạc phim bao gồm 3 phiên bản của "White": phiên bản trên cuốn băng, phiên bản của Pink Dolls và phiên bản solo của Eun-jung